# شاتو دو فرانكينبورك

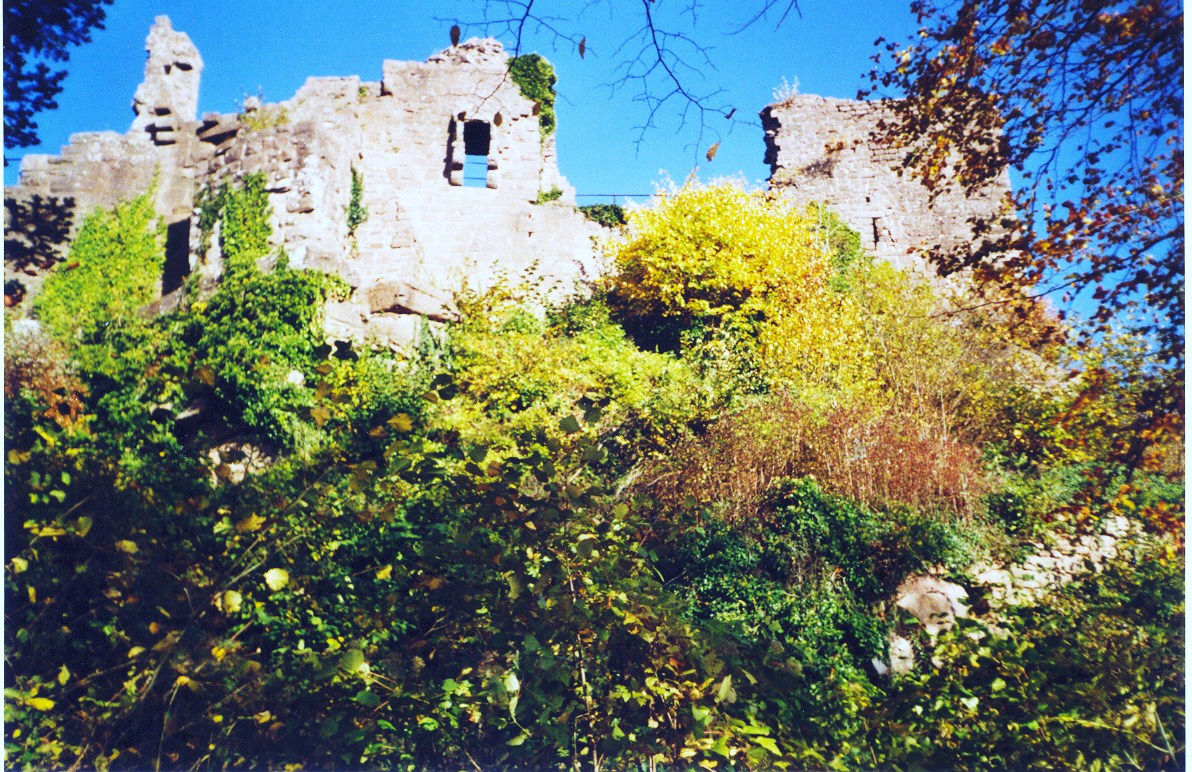

شاتو دو فرانكينبورك هي قلعة مدمرة تعود إلى القرن الثاني عشر تقع في بلديات فرنسا نيوبويس الذي يقع في الراين الأسفل (إقليم فرنسي) أقاليم فرنسا في ألزاس فرنسا.
القلعة مملوكة للدولة. وقد تم أدراجها منذ عام 1898 باعتبارها نصب تأريخي من قبل وزارة الثقافة الفرنسية.